# Corythoichthys amplexus
Corythoichthys amplexus és una espècie de peix de la família dels singnàtids i de l'ordre dels singnatiformes.

## Morfologia
- Els mascles poden assolir 10 cm de longitud total.[1][2]

## Reproducció
És ovovivípar i el mascle transporta els ous en una bossa ventral, la qual es troba a sota de la cua.

## Hàbitat
És un peix marí de clima tropical i associat als esculls de corall que viu entre 0-31 m de fondària.

## Distribució geogràfica
Es troba des de l'Àfrica oriental fins a Samoa, les Illes Ryukyu i la Gran Barrera de Corall.